# Chu Berry
Leon 'Chu' Berry (Wheeling, 13 september 1910 - Conneaut, 31 oktober 1941) was een Amerikaanse jazzsaxofonist en componist van de swing.

## Biografie
Berry bezocht de Lincoln High School in Wheeling en het West Virginia State College in Charleston. Dankzij zijn halfzus, die pianiste was in een jazztrio, kwam hij in aanraking met de muziek en leerde hij op het college saxofoon spelen, nadat hij Coleman Hawkins had gehoord. Nadat hij met zijn zus optrad tijdens dansfeesten op de highschool, speelde hij in een 15-koppige band in Wheeling en een collegeband in Charleston. In de zomer van 1928 keerde hij terug naar Ohio Valley en speelde hij in de formatie Perry’s Broadway Buddies. In 1929 kreeg hij zijn eerste professionele verbintenis, toen hij speelde in de band van Sammy Stewart in Columbus en Chicago. Tijdens deze periode kwam hij voor de eerste keer naar New York en maakte hij kennis met het daar aanwezige jazzcircuit. Hij wisselde van alt- naar tenorsaxofoon en werkte omstreeks 1931 met de tenorsaxofonist Cecil Scott en de drummer Kaiser Marshall.
Berry was van in 1932-1933 in de band van Benny Carter, daarna bij Charlie Johnson (1933), Teddy Hill (1934–36) en Fletcher Henderson (1936-37) opgetreden als stersolist. Voor Henderson schreef hij met Andy Razaf de song Christopher Columbus, waarmee ook Andy Kirk, Louis 'King' Garcia, Benny Goodman en Teddy Wilson hits scoorden. Vanaf de zomer van 1937 was hij tot aan zijn dood lid van de band van Cab Calloway en werkte hij daarnaast met eigen formaties. Van blijvende muzikale belangstelling uit zijn vroegere loopbaan zijn in het bijzonder Berry's soli bij Teddy Hill, waarin hij met de jonge trompettist Roy Eldridge bij veel opnamen een uiterst vruchtbare ideeënwedstrijd afleverde. Uit de samenwerking met Cab Calloway zijn enkele klassieke opnamen afkomstig, zoals bijvoorbeeld de ballade I Don’t Stand a Ghost of a Chance. Als sessiemuzikant werkte Berry bovendien mee aan opnamen van Spike Hughes and His Negro Orchestra (1933), Bessie Smith (1933), The Chocolate Dandies (1933), Mildred Bailey (1935–38), Teddy Wilson (1935–38), Billie Holiday (1938/39), Wingy Manone (1938/1939) en Lionel Hampton (1939). Begin jaren 1940 verving hij kortstondig Herschel Evans bij de Count Basie Band.
Chu Berry's spel leek op dat van Coleman Hawkins, waardoor hij snel in het jazzcircuit aandacht kreeg. Midden jaren 1930 telde hij als serieuze concurrent van Hawkins. Na enkele jaren werd zijn spel eigenmachtiger en ging het meer de kant op van Lester Young.
In het bijzonder in zijn spel in Cab Calloways Cotton Club Orchestra zette Berry nieuwe maatstaven voor de band. Uitgaand van zijn voorbeeld Coleman Hawkins ontwikkelde hij zijn eigenwillige stijl. Hij stond met Hawkins in uitgebalanceerde details op een lijn. Zijn gevoel voor swing en drive werd als buitengewoon gekenmerkt. Zijn kracht was zijn snelle spel. Hij beschikte daarbij over een buitengewone ademcontrole.
Berry telt tot de muzikanten als Budd Johnson, Ben Webster en Lester Young, die in de periode 1934 tot 1939 , waarin de saxofoonpionier Coleman Hawkins in Europa werkte, als virtuoos van hun instrument werden gezien. Berry's spel en zijn in hoog tempo gespeelde soli beïnvloedden jonge muzikanten als Dizzy Gillespie en Charlie Parker. Laatstgenoemde noemde zijn eerste zoon Leon ter nagedachtenis aan Chu Berry. Berry was ook betrokken bij de jamsessies in het Minton's Playhouse.
De tussen 1924 en 1931 gebouwde saxofoons van de firma Conn van het type New Wonder droegen zijn naam en worden tot heden met Chu Berry aangeduid.

## Overlijden
Chu Berry overleed in oktober 1941 op 31-jarige leeftijd aan de gevolgen van een auto-ongeluk.

## Discografie
- Blowing Up A Breeze (Topaz, 1937–1941)
- Chu Berry 1937–1941 (Classics)
- Classics In Swing – Chu Berry / Ben Webster (Commodore Records, 1938, 1941)
- The Indispensable Fletcher Henderson (RCA Victor, 1927–1936)
- The Indispensable Lionel Hampton, Vol. 3/4 (RCA, 1939)
- The Indispensable Coleman Hawkins (RCA, 1927–1956)
- Classic Chu Berry – Columbia and Victor Sessions (Mosaic, 7 CDs – 1933–1941)

### Zijn muziek
Tot zijn belangrijkste nummers tellen:
- met Spike Hughes Fanfare en How Come You Do Me
- met de Chocolate Dandies: I Never Knew en Krazy Kapers
- met Red Allen: Rosetta
- met Mildred Bailey: When Day Is Done en Someday Sweetheart
- met Teddy Wilson: 24 Hours a day (1935), Warming Up en Blues in C-Sharp Minor (1936)
- met Fletcher Henderson: Christopher Columbus, Blue Lou, Stealin' Apples, Jangled Nerves, Jimtown Blues en You Can Depend On Me
- met Gene Krupa: I Hope Gabriel Likes my Music (1936)
- met Lionel Hampton: Denison Swing, Wizzin' the Wiz, Sweethearts On Parade, Shufflin' At the Hollywood, Ain't Cha Comin' Home en Hot Mallets
- met Count Basie: Lady Be Good (1939)
- met Cab Calloway: Comin' On With The Come On en Ghost Of A Chance (1940)

en zijn eigen opnamen van Limehouse Blues en Indiana (1937), 46 West 52 en Sittin' In (1938)

### Compilatie
- 2007: Classic Chu Berry Columbia en Victor Sessions (1933–1941) – (Mosaic Records) – 7 cd's met Benny Carter, Max Kaminsky, Teddy Wilson, Lawrence Lucie, Sid Catlett, Benny Goodman, Jack Teagarden, Buck Washington, Billy Taylor, Bessie Smith, Roy Eldridge, Bill Coleman, Dicky Wells, Russell Procope, Teddy Hill, Richard Fullbright, Bill Beason, Henry Red Allen, Cecil Scott, Horace Henderson, John Kirby, Putney Dandridge, Mildred Bailey, Red Norvo, Benny Morton, Cozy Cole, Billie Holiday, Jess Stacy, Gene Krupa, Helen Ward, Buster Bailey, Fletcher Henderson, Omer Simeon, Emmett Berry, J.C. Higginbotham, Hilton Jefferson, Hot Lips Page, Cab Calloway, Doc Cheatham, Claude Jones, Walter Foots Thomas, Milt Hinton, Keg Johnson, Danny Barker, Pee Wee Russell, Hank D'Amico, Dave Tough, Wingy Manone, Joe Marsala, Charlie Shavers, Tyree Glenn, Al Casey, Lionel Hampton, Clyde Hart, Ziggy Elman, Mario Bauzá, Dizzy Gillespie, Benny Carter, Coleman Hawkins, Ben Webster